# Mario Luis Olezza
Mario Luis Olezza (Buenos Aires, 25 de febrero de 1929 - Buenos Aires, 3 de junio de 1977), aviador militar argentino quien realizó el Primer Vuelo Transpolar Transcontinental. En 1965 alcanzó la base McMurdo en el hemisferio oriental del Polo Sur, dicho vuelo se inscribió en las efemérides de la aviación mundial.
Fue Presidente del Aeroclub Argentino, poeta, escritor, periodista, y director de LRA Radio Nacional.

## Primeros años
Nació el 25 de febrero de 1929 en Capital Federal, Buenos Aires. Cursó los estudios secundarios en el Colegio Nacional Buenos Aires. En esos históricos claustros cimentó su vocación ciudadana y su ilimitada fantasía que se elevó hacia los espacios.
Ingresó a la Fuerza Aérea Argentina en la Escuela de Aviación Militar el 1 de marzo de 1947, con 18 años de edad y a fines del año 1950 egresó en Córdoba, con el grado de alférez. Voló los legendarios Gloster Meteor, primeros reactores de combate del país.
Efectúo varios cruces al pasaje de Drake en aviones C-47, cumplió misiones de búsqueda, rescate y reconocimiento en la primera expedición terrestre al Polo Sur, llegó al Polo Sur y de allí continúo hacia el norte en vuelo transpolar. Como jefe de la División Antártica realizó importantes trabajos con visión de futuro.

## Sobre la Antártida
Creó en el Glaciar Upsala – Santa Cruz, el Centro de Entrenamiento Preantártico de la Fuerza Aérea Argentina para realizar operaciones en el hielo continental argentino, donde se formaban las tripulaciones para operar en la Antártida con esquíes.
Con esta capacitación por primera vez en la Fuerza Aérea -en 1962- con un avión Douglas C-47, matrícula TA-33, anevizaba en un Glaciar en la Antártida, después de haber volado entre Río Gallegos y la Base Antártica Matienzo, penetrando hasta los 78.º Sur.
Intentaron el primer vuelo transpolar de la historia Antártica, pero el 10-DIC-1962, mientras despegaba desde la Estación Científica Ellsworth hacia el Polo Sur se accidentó el avión, incendiándose y destruyéndose totalmente.
En ese accidente ayudó a evacuar tripulantes y pasajeros rezagados por la desesperación y fue el último en abandonar el avión sufriendo varias quemaduras. Recibió la plaqueta por "Hechos sobresalientes de la USAF" y una felicitación del Comandante en Jefe de la Fuerza Aérea, por: "el ejemplar proceder en el accidente del TA-33, al permanecer en su puesto de Comandante de Aeronave, a pesar del fuego a bordo”.
Además recibió los títulos de Expedicionario al Desierto Andino y al Desierto Blanco; la plaqueta del Ejército por el 1.er. Servicio de Transporte a la Antártida.
En el año 1963 prosiguió con los estudios, previsiones y planificación de operaciones aéreas hacia y en la Antártida Argentina.
Al mismo tiempo publica artículos en la Revista Aeroespacio, algunos relacionados con la Antártida y otros con la ubicación de las Fuerzas Armadas en el problema geopolítico e histórico argentino.
En 1964, planificó y ejecutó las operaciones al “GLACIAR” y “MATIENZO” en Upsala y en la Antártida respectivamente, cuyo objetivo era determinar la factibilidad de concretar el vuelo transpolar con otro Douglas C-47, el TA-05.
Fue ayudante del Secretario de Aeronáutica y Jefe de Prensa de la Fuerza Aérea.
A requerimiento del Ejército Argentino, en el TA-05 trasladó desde la Base El Palomar a la Base Belgrano, al entonces Coronel Jorge Edgard Leal, donde inició la travesía polar de nuestro Ejército, que arribó en patrulla terrestre al Polo Sur el 10 de diciembre de 1965 en memorable hazaña.
Se concretó también el traslado de todo el equipo de personal y material para el primer lanzamiento de cohetes “Gamma Centauro” en la Antártida.
En apoyo a la expedición terrestre al Polo Sur, instala un depósito de víveres y combustibles en la meseta antártica a los 84.º Sur.
Comandó la primera Escuadrilla Aérea al Polo Sur, utilizando dos aviones monomotor DHC-2 "Beaver", (Matrículas P-05 y P-06) y un avión bimotor (con turbina a reacción en su cola), el Douglas C-47, matrícula TA-05; continuando su vuelo transpolar con rumbo norte hasta la Estación McMurdo de los Estados Unidos, ubicada del lado opuesto al Sector Antártico Argentino, a orillas del mar de Ross.
Por esta tarea recibe felicitaciones de dos Presidentes de la Nación; del Congreso Nacional, del Ministerio de Relaciones Exteriores y de las Fuerzas Armadas.
En la Campaña de Verano 1967/68 fue Jefe del Componente Aéreo en la Campaña Naval Antártica, a bordo del rompehielos ARA General San Martín (Q-4), abasteciendo desde un témpano a la deriva la Base Aérea Teniente Matienzo que estaba en emergencia, utilizando por primera vez en una misión en la Antártida los helicópteros Bell UH-1H, lo que permitió continuar la actividad en dicha Base.
Durante 1969 fue Comandante del Grupo Aéreo de Tareas Antárticas, planificando y ejecutando la Operación "Marambio", participando el 25-SET-1969 del primer aterrizaje con ruedas en la Antártida, con el avión Beaver DHC-2 con sistema de esquí-rueda, cuando la precaria pista que estaba construyendo la Patrulla Soberanía tenía solamente 300 m de longitud.

## Retiro
El 2 de abril de 1971 se retiró de la Fuerza con el grado de vicecomodoro. Desde entonces, luchó por hacer oír su verdad. Radio Nacional difundió su permanente sueño antártico. Su empuje abrió al país la última ruta aérea.
Fue Presidente del Aeroclub Argentino, Director de Radio Nacional, poeta, escritor, periodista, locutor radial y continuó viviendo su pasión de volar.

## Obras Literarias
- Lejos del Sol
- El Valor del Miedo
- Había una vez en la Antártida
- Poder Espacial, ¿Una cuarta fuerza?

## Su Muerte
El 3 de junio de 1977 Mario Olezza falleció en un trágico accidente de aviación en inmediaciones del Gran Buenos Aires. No quiso velatorio ni honras fúnebres, una decisión que evidenciaba su desdén por las superficialidades del mundo.